# Avenida Alipio Ponce
La avenida General Alipio Ponce Vásquez es una avenida de la ciudad de Lima, capital del Perú. Se extiende de oeste a este en los distritos de Chorrillos y San Juan de Miraflores. Su trazo es continuado al este por la avenida Ramón Vargas Machuca.

## Recorrido
Se inicia en la avenida Los Faisanes en el distrito de Chorrillos.
En sus primeras cuadras se ubica la Escuela de Oficiales de la Policía Nacional del Perú de La Campiña. 